# Manhunt International 1995
Manhunt International 1995 là cuộc thi Manhunt International lần thứ ba được tổ chức tại Singapore. Khoảng 35 quốc gia tham gia cuộc thi. Nikos Papadakis đến từ Hy Lạp trao vương miện cho người kế nhiệm là Albe Geldenhuys đến từ Nam Phi.

## Kết quả
| Hạng                       | Thí sinh |
| -------------------------- | --- |
| Manhunt International 1995 | - Nam Phi – Albe Geldenhuys |
| Á vương 1                  | - Ấn Độ – Dino Morea |
| Á vương 2                  | - Hoa Kỳ – David Arnold |
| Á vương 3                  | - Puerto Rico – Javier Rodriguez |
| Á vương 4                  | - Kazakhstan – Rinat Khismatouli |
| Top 12                     | - Bỉ – Sascha Leurs - El Salvador – Jaime Paz - Estonia – Andres Lints - Pháp – Axel Lux - Singapore – Ismail Mohd Tahir - Thái Lan – Vasharagiat Bunpuckdee - Úc – Peter Poles |

Giải thưởng đặc biệt
| Giải thưởng           | Thí sinh                             |
| --------------------- | ------------------------------------ |
| Best National Costume | - Sri Lanka - Tuan Tarique Badurdeen |
| Mr. Talent            | - Bỉ - Sascha Leurs                  |
| Mr. Physique          | - Hoa Kỳ - David Arnold              |
| Mr. Personality       | - Kazakhstan - Rinat Khismatouli     |
| Sun Smart Award       | - Nam Phi - Albe Geldenhuys          |
| Vitality Award        | - Nam Phi - Albe Geldenhuys          |
| Best Groomed          | - Bỉ - Sascha Leurs                  |
| Best Dress            | - Pháp - Axel Lux                    |
| Ideal Award           | - Malaysia - Alvin Low Dai Wen       |

## Các thí sinh
35 thí sinh dự thi.
| Quốc gia/vùng lãnh thổ | Thí sinh               |
| ---------------------- | ---------------------- |
| Anh Quốc               | Zoltan Kozma           |
| Áo                     | Rainer Kantz           |
| Ấn Độ                  | Dino Morea             |
| Bỉ                     | Sascha Leurs           |
| Bolivia                | Eduardo Chavez         |
| Brasil                 | Antonio Robson Picoli  |
| Cộng hòa Dominica      | Hector Peralta         |
| Đan Mạch               | David Johnson          |
| Đức                    | Andreas Sasse          |
| El Salvador            | Jaime Paz              |
| Estonia                | Andres Lints           |
| Fiji                   | Peni Finekaso          |
| Guatemala              | Julio Seliman          |
| Hawaii                 | Jeromy Mello           |
| Hoa Kỳ                 | David Arnold           |
| Hồng Kông              | Hugo Ting              |
| Hy Lạp                 | Yianni Spaliaras       |
| Indonesia              | Irfan Mahmud           |
| Kazakhstan             | Rinat Khismatouli      |
| Latvia                 | Didzis Krauze          |
| Malaysia               | Alvin Low Dai Wen      |
| Nam Phi                | Albe Geldenhuys        |
| Nepal                  | Prashanta Tamrakar     |
| New Zealand            | Kelly Greene           |
| Pháp                   | Axel Lux               |
| Philippines            | Roy de Guzman          |
| Puerto Rico            | Javier Rodriguez       |
| România                | Mihai Florea           |
| Singapore              | Ismail Mohd Tahir      |
| Síp                    | Menelaos Michaelides   |
| Sri Lanka              | Tuan Tarique Badurdeen |
| Thái Lan               | Vasharagiat Bunpuckdee |
| Thổ Nhĩ Kỳ             | Onder Bekensir         |
| Thụy Sĩ                | Antonio Ferraro        |
| Úc                     | Peter Poles            |